# Marusja Klimova
Marusja Klimova in russo Маруся Климова?, traslitterato anche Maroussia Klimova, pseudonimo letterario di Tat'jana Nikolaevna Kondratovič (Татьяна Николаевна Кондратович), (Leningrado, 14 gennaio 1961) è una scrittrice e traduttrice russa.
Una dei  rappresentanti più brillanti della controcultura nella letteratura russa contemporanea. Si è laureata da Università statale di Leningrado.  Nella sua giovinezza, egli è stato associato con la cultura underground di Leningrado.  Nei primi anni 1990 ha vissuto a Parigi. Marusja Klimova opere pubblicate in francese, tedesco, inglese, estone, serba e italiana. Tradotto lavoro russo su  L. F. Céline,  Jean Genet, Pierre Guyotat, Georges Bataille, Monique Wittig e altri radicali francesi. Nominata nel 2006 Chevalier de l'Ordre des Arts et des Lettres.

## Opere
- Golubaja Krov' /Sangue Blu (1996)
- Domik v Bua-Kolomb /La Casetta in Bois-Colomb (1998)
- Morskie Rasskazy /Racconti del Mare (1999)
- Belokurye Bestii /Le Furfanti Bionde (2001)
- Selin v Rossii / Céline in Russia (2000)
- Moja Istorija Russkoj Literatury / La Ma Storia della Letteratura Russa (2004)
- Parižkie Vstreči / Incontri Parigini (2004)
- Moja Teorija Literatury / La Mia Teoria della Letteratura (2009)
- Portret hudojnitzy v junosti/ Ritratto  dell'artista da giovane (2012)
- Bezumnaja mgla/ Foschia mad(2013)
- Profil' Gel'derlina na noge anglijskogo poeta/ Profilo de Hölderlin ai piedi del poeta inglese(2016)
- Kholod i otchujdenie / Freddo e alienazione (2019)

## Traduzioni
- L. F. Céline, Mort à crédit (Morte a credito), 1994
- J. Genet, Querelle de Brest (romanzo), 1995
- D. von Hildebrand, Heiligkeit und Tuchtigkeit (Santità e abilità), 1995
- L. F. Céline, Bagatelle pour un massacre (Bagatelle per un massacro), 1995
- L. F. Céline, D'un château l'autre (Da un castello all’altro), 1998
- F. Gibault, Interdit aux chinois et aux chiens (Vietato ai cinesi e ai cani), 1998
- P. Louÿs, L'Île aux dames (L'isola delle dame), 1999
- L. Aragon, Le con d'Irene, 1999
- G. Bataille, Histoire de l'œil (Storia dell'occhio), 1999
- L. F. Céline, Entretien avec le professeur Y (Colloqui con il professor Y), 2001
- P. Guyotat, Prostitution (Prostituzione), 2002
- L. F. Céline, Nord (romanzo), 2003
- L. F. Céline, Rigodon, 2003
- M. Witting, Le corps lesbien (Il corpo lesbico), 2004
- P. Guyotat, Eden, Eden, Eden, 2004
- L. F. Céline, Foudres et flèches (Fulmini e saette), 2005
- F. Gibault, Un nuage après l'autre (Una nuvola dopo l'altra), 2005
- H. Barbin, Mes souvenirs (Memorie di un ermafrodito) con prefazione di Michel Foucault, 2006
- P. Bourgeade, Eros mécanique (Eros meccanico), 2007
- F. Strauss, Conversations avec Pedro Almodovar (Pedro Almodovar. Tutto su di me), 2007
- P. Guyotat, Coma, 2009
- P. Guyotat, Le Livre, 2012